# 護憲
護憲（ごけん）とは、
1. 立憲政治を守ること[1][2]
2. 現行の憲法を擁護すること[1][2]

ここでは、上記のいずれについても記述する。
なお、大辞林第三版においては「立憲政治や憲法を擁護すること。」とされている。

## 概要

### 立憲政治を守る
立憲主義に基づいて行われる政治（立憲政治）を擁護する主張ないしは政治的立場のこと。詳細は用語の使用者などが主張する立憲政治の内容によって異なり、以下のような例がある。
- 議会の過半数を制した政党が政府を組織すべきだとして議会制民主主義の実現を訴える主張、政治的立場のこと。現在の日本では、首相指名選挙で衆議院議員の多数が投票した者が首相となって政府を構成する制度的保証（昭和憲法67条）があるため、日本の政治状況に言及する場合であれば、大正時代の護憲運動やそれを推進した護憲三派など、過去についての記載で使用される用語である。
- 立憲政治を行うためには君主制を廃止する必要があるとする主張を前提として天皇制廃止を訴える立場のこと。天皇制廃止論者でなければ護憲派とはいえないと主張する論者もある[5]。天皇制廃止の手段として憲法の改正を主張する者は、ここで言う意味の護憲派であり、かつ改憲派でもあることになる。

### 現行憲法を擁護する
日本においては現行憲法（日本国憲法、昭和憲法）の条項を変えるのを防ぐという意味で用いられる。この言葉の使い方について阿川尚之は、憲法を護ることは手段であって絶対の目標ではなく、必ずしも改正を避けることを意味しないはずとして批判している。
憲法を修正すべきかという意見と、右派・左派、あるいは保守・革新という政治的立場には、本来関係はない。原理的には、左派の改憲派も右派の護憲派もあり得るが、政治報道においては「改憲勢力＝右翼、護憲勢力＝左翼」とされ、護憲・立憲主義・平和主義といった立場を短絡的に結びつけるような報道もよく見られる。
日本においては、憲法改正に熱心なのは保守派であり、進歩派は改憲に反対（もしくは慎重）とされる。なお、アメリカにおいては、憲法改正や解釈改憲は進歩派の掲げる目標を実現する手段としておこなわれ、保守派はそれを防ごうとする傾向がある。この違いについては、阿川はアメリカの憲法が元々保守的な性格を有しており、日本国憲法は進歩的な性格だからではないかとしている。

### 明治憲法下の日本
十五年戦争（大東亜戦争・日華事変・第二次世界大戦）以前の大日本帝國では、大日本帝国憲法（明治憲法）を守るという意味の護憲は、国体護持そのものであり、保守強硬と位置付けられていた。

## 「現行憲法を擁護する」の詳細
以下では、現代の日本における「現行憲法を擁護する」意味での護憲について記載する。
なお、法哲学者の井上達夫は、さらに細分化して、「修正主義的護憲派」（専守防衛・個別的自衛権の枠内なら自衛隊を合憲と見なす立場）と、「原理主義的護憲派」（自衛隊の存在を違憲とする）があるとしている。

### 日本の各政党の立場
日本の国会に議席を有する政党について、以下に記載する。
自由民主党・日本維新の会は、憲法9条を含む日本国憲法の改正に前向きな改憲の立場を取っている。
日本共産党・社会民主党は、日本国憲法第9条の改正に反対する護憲の立場を取っている。
公明党や国民民主党は、上記2者の中間の立場を取っている。立憲民主党は、日本国憲法における「国民主権」「基本的人権の尊重」「平和主義」は堅持するとしながらも、立憲主義を深化させる観点から未来志向の憲法議論を真摯に行う論憲の立場をとっている。れいわ新選組は、緊急事態条項の創設が改憲の目的であるとの立場で改憲に反対している。NHK党は、改憲してNHK受信契約の自由を明文化すべきとしており、憲法9条については憲法改正か自衛隊廃止を国民に問うべきだとしている。
上記の通り日本においては進歩派は改憲に反対（もしくは慎重）とされるが、日本共産党は、第1章の象徴天皇について、2004年までの日本共産党綱領では廃止して共和制に移行する立場をとっていた。また、元日本共産党中央委員会常任幹部会委員で、共産党を離党した筆坂秀世によれば、1970年から1980年代にかけて日本共産党が国民の合意を前提としつつ、憲法改正による最低限の軍備保有を方針とした時期があるという。

### 法哲学者の見解
法哲学者の井上達夫は、修正主義的護憲派（専守防衛・個別的自衛権の枠内なら自衛隊を合憲と見なす立場）については解釈改憲を是認している点で日本国憲法第9条と日本国憲法第96条に違反し立憲主義を蹂躙しており、解釈改憲を是としつつ集団的自衛権行使を解禁した安倍政権の解釈改憲だけを違憲と批判するダブルスタンダードで、立憲主義を二重の意味で蹂躙していると批判している。
また、原理主義的護憲派（自衛隊の存在を違憲とする）については、違憲状態を固定化することで憲法の規範性に対する打撃を与えており、立憲主義を堀り崩すと批判している。これらから、井上は、立憲主義を守るには「9条削除」や「護憲的改憲案」が必要としている（出典中「堀り崩す」は「掘り崩す」の誤字と推定：原文ママ）。

### 護憲派の見解
日本国において、戦後、「改憲」「護憲」の最大の焦点となったのは再軍備の是非であり、憲法擁護とは平和憲法擁護、つまり憲法9条をめぐるせめぎ合いだったとされる。戦前、立憲主義にのっとった民主政治を求める護憲派の願いを最終的に打ち砕いたのが軍国主義とされ、それがゆえに憲法9条を柱とした「平和憲法」の擁護が戦後の護憲派にとっての中心的課題となった側面もあったとされる。
護憲派は、特に憲法前文や9条に掲げられた「平和主義」の理念を特に高く評価している。
丸腰は危険ではないかという懸念については、治安の悪いアフガニスタンで長年医療・灌漑活動に尽力し、2019年に銃撃を受け亡くなった中村哲医師が、「よそ者が武器を持って入ってくると現地の人々に警戒されるので、まず現地の人と仲良くなって信頼関係を築き、現地人の護衛を雇うのがベストだ。自衛隊派遣は有害無益だ」と述べていた。しかしながら本人は2019年、アフガニスタンのナンガルハル州ジャラーラーバードにて、武装勢力に銃撃され死去した。
平川克美は、政治は結果であるとはよく言われるとし、日本国憲法については、それは戦後60年間、日本は一度も戦火を交えず、結果として戦争の犠牲者を一人も出していないというのがこれに当たるとしている。
伊藤真（資格試験予備校伊藤塾の代表、弁護士、日弁連憲法問題対策本部副部長）は、憲法の理念を生かす「積極的非暴力平和主義」に基づき非軍事の分野で国際貢献をすることを唱えている。詳細は、伊藤の護憲派としての見解の詳細を参照。